# Venice Cup
Bermuda Bowl är världsmästerskapen för nationslag i bridge. Venice Cup spelas vartannat år och är öppet enbart för damer.
Parallellt med Venice Cup spelas Bermuda Bowl och Senior Bowl.